# 이반 바그라먄

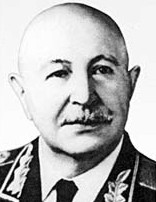
이반 바그라먄

이반 흐리스토포로비치 바그라먄(러시아어: Ива́н Христофо́рович Баграмя́н, 아르메니아어: Հովհաննես Խաչատուրի Բաղրամյան 호브한네스 하차투리 바그라먄 [hɔvhɑˈnːɛs χɑtʃʰɑtuˈɾi bɑʁɾɑmˈjɑn], 1897년 12월 2일 ~ 1982년 9월 21일)은 제2차 세계 대전에서 활약한 소비에트 연방의 군인이다. 아르메니아계이며, 소비에트 연방 원수까지 올랐다.

## 경력
당시 러시아 제국의 영토이던 현 아제르바이잔의 옐리자벳폴(현재의 간자)에서 태어났다. 이후 기술자가 되기 위해 조지아의 트빌리시에 있는 기술학교에 입학했다. 그러나 제1차 세계대전이 발발하자, 1915년 러시아 제국군에 지원하여, 제1차 세계 대전에 참전하여 오스만 제국군과 싸웠다. 여기서 전공을 세우자, 상관의 권유로 다시 트빌리시에 있는 군사학교에 입학하였다. 1917년 졸업과 함께 준사관으로 임관하였으나, 제정이 무너지고, 이어 수립된 임시정부도 10월 혁명에 의해 볼셰비키에 의해 무너지자 그의 부대는 해체되었다.
1918년 제정 러시아 치하였던, 아르메니아가 "아르메니아 민주 공화국"으로 독립하자 바그라먄은 신생공화국의 군대에 참여하였으나, 아르메니아는 소비에트 사회주의 공화국이 되고 곧 소비에트 연방의 한 공화국으로 흡수되었다. 그리하여 아르메니아군도 붉은 군대로 흡수되었다.
바그라먄은 1920년 12월부터 적군 소속으로 러시아 내전에서 싸웠다. 내전이 끝난 후 1925년 기병지휘과정, 1931년 고급지휘관 과정을 이수하고, 프룬제 군사 아카데미(1934년), 참모본부 아카데미(1938년)를 차례로 수료하여 고급 군사이론을 습득하였다. 스탈린의 대숙청 기간중, 그는 아르메니아인들의 비밀조직에 가입한 것이 발각되어 위기에 몰리게 되지만, 같은 아르메니아계로서 스탈린의 친구이자 정치국원인 아나스타스 미코얀의 보호로 무사히 지나갔다.
1940년 9월부터 키예프 군관구의 참모부 작전과장을 역임하였다. 이때 키에프 군관구의 사령관은 게오르기 주코프였다. 주코프는 바그라먄을 높이 평가했고, 회고록에서도 몇번이나 바그라먄을 칭찬하였다. 후에 주코프의 영향력이 커지자 바그라먄도 승진가도를 달리게 되었다. 1941년 독소전쟁이 발발하자 남부의 키에프 전투에 참여하였다. 이후 참모장교를 하다가 1942년 7월 제16군의 사령관이 되었고, 1943년 11월부터 제1발트 전선군의 사령관을 맡았다. 특히 1944년 바그라티온 작전에서 바그라먄이 지휘하는 제1 발트 전선군은 맹활약을 하여 벨라루스에서 독일 중앙집단군을 분쇄하고 드비나 강을 도하했다. 이 공적으로 소비에트 연방 영웅 칭호와 레닌 훈장을 받았다. 이후 발트 해 연안에 포진하여, 리가 부근의 독일군 30개 사단을 포위하였다.
1945년 제3벨라루스 전선군 사령관에 임명되어 동프로이센 작전에 참가하였고, 쾨니히스베르크를 함락시켰다.
전후에는 발트 군관구 사령관, 국방부 총감독관, 국방차관을 역임하였고, 1955년 소련 원수에 올랐다. 이후 참모본부 아카데미 교장을 역임하고 국방부와 군의 여러 행정, 교육직을 역임하였다.
한편 1941년에 소련 공산당에 가입했고, 1961년에는 공산당 중앙위원회 위원이 되었다.
1977년 12월 1일 이중 영웅이 되었다.
1977년 알렉산드르 바실렙스키의 사망 이후 최고령 생존 원수였던 바그랴만은 1982년 9월 21일 사망하였고, 유해는 화장되어 크렘린 벽 묘지에 안장되었다.